# Tumulus de Waesmont
Le tumulus de Waesmont, appelé également Plattetombe, Platte tombe ou Waasmontse Tom, est une tombe gallo-romaine située près du bourg de Wamont, dans la commune de Landen, dans la province du Brabant flamand, en Belgique.

## Situation
Le tumulus de Waesmont est situé entre Wamont (bourg de la commune de Landen) et Racour (bourg de la commune de Lincent, dans la province de Liège).

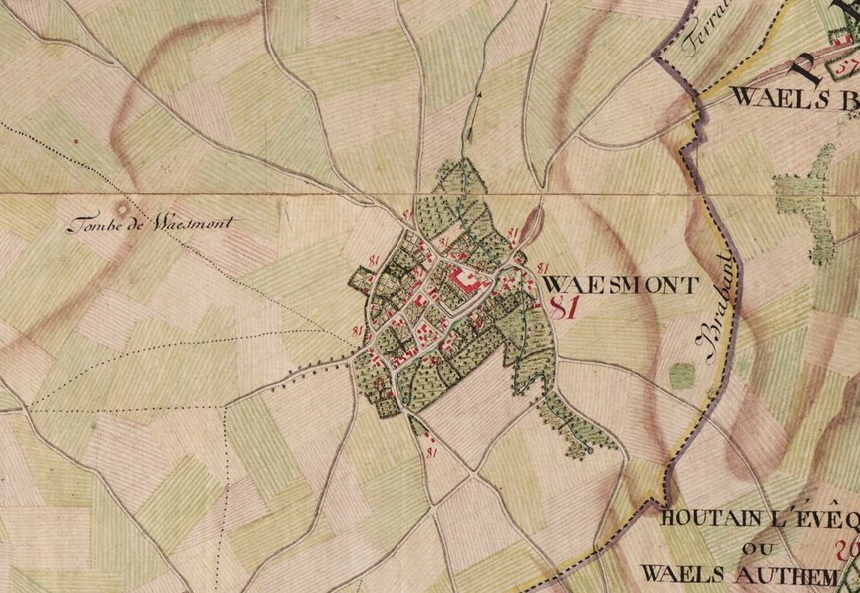
La tombe de Waesmont sur la carte de Ferraris du XVIIIe siècle

## Description
Il s'agit d'un grand tertre de forme ovale et ayant pour dimensions :
- longueur : 77 m
- largeur : 59 m
- circonférence : 228 m
- hauteur : 15 m
- surface : 36 ares
- volume : 36 000 m3